# Lomatium millefolium
Lomatium millefolium là một loài thực vật có hoa trong họ Hoa tán. Loài này được (M.E. Jones) J.F. Macbr. mô tả khoa học đầu tiên năm 1918.